# Penaeus monodon
Penaeus monodon  (лат.) или тигровая креветка — вид десятиногих раков из подотряда Dendrobranchiata. Распространён в тёплых водах Индийского и Тихого океанов. В развитии тигровых креветок присутствует планктонная личинка науплиус, что делает представителей этого и некоторых родственных видов удобными объектами для разведения. C 90-х годов XX века мировая добыча тигровых креветок составляет около 800—900 тысяч тонн в год, причём свыше двух третей продукции обеспечивают креветочные фермы.

## Распространение
Естественный ареал: восточные берега Африки, Аравийский полуостров, Юго-Восточная Азия и Японское море. Также может встречаться в восточной Австралии, некоторые особи вселились в Средиземное море через Суэцкий канал.

## Внешний вид
Своё название креветка получила благодаря черным полоскам по всему телу. В длину тела они могут достигать 36 см, а по весу — 650 грамм, что делает эту креветку самым крупным представителем подотряда Dendrobranchiata.